# (91215) 1999 AN
(91215) 1999 AN este un asteroid din centura principală, descoperit pe 5 ianuarie 1999 de Lenka Šarounová, Luděk Vašta.